# Studánka svaté Barbory
Studánka svaté Barbory je pramen v údolí Želno na katastrálním území obce Komařice v okrese České Budějovice. Podle lidové tradice má pramen léčivou moc, zvláště v případě očních neduhů. 

## Historie
Víra v ochranu proti oslepnutí častým vymýváním očí zdravou vodou, spolu s vírou v léčivost pramenů a uzdravení bolavých očí na přímluvu Panny Marie nebo jiných svatých byla dříve značně rozšířena. Nedostačující jednostranná výživa a téměř každoroční strádání chudých lidí na jaře, předení lnu a tkaní při čadících loučích, ruční práce v potu tváře při okopávkách v polích způsobovaly oční neduhy a slepotu v té době poměrně častou. K zázračným místům se řadilo i údolí Želno mezi Komařicemi a Střížovem. Zpočátku zde býval jen malý obrázek svaté Barbory, zavěšený na stromě. 
Roku 1623 koupil komařický zámek s panstvím od Ctibora Kořenského cisterciácký klášter ve Vyšším Brodě, který od roku 1646 spravoval i střížovskou diecézi. Cisterciáci dva prameny z Želna odvedli samospádem dřevěným potrubím do statku v Komařicích. U nejvydatnějšího pramene – svaté Barbory, který nebyl do vodovodu pojat, nechali cisterciáci pro poutníky vystavět barokní kostel svatého Bartoloměje. Kostel byl stavitelem Cyprianem z Velešína dostavěn roku 1679 a 3. srpna téhož roku slavnostně vysvěcen, první mše zde byla sloužena 23. dubna 1680. Cisterciáci i věřící poutnímu místu věnovali všestrannou péči, byly opraveny přístupové lesní cesty. Poutníci sem docházeli nejen z farností pod patronací klášterů vyšebrodského a zlatokorunského, ale zastavovala se zde i procesí z Ledenic, Boršova, Olešnice a Doudleb. Slavívala se zde letní pouť – tzv. obžínková – na sv. Bartoloměje, byla-li neděle 24. srpna, jinak poslední neděli v srpnu. 
Josefinské reformy v 80. letech 18. století znamenaly konec poutního kostela sv. Bartoloměje, úředně byl zrušen roku 1787 a prodán za 50 zlatých, postupně zcela zchátral, oltářní obraz Umučení sv. Bartoloměje byl přenesen do farního kostela ve Střížově, jehož druhým patronem je tento světec. Do Střížova se přenesly i oslavy bartolomějské pouti. V roce 1900 nechal komařický administrátor ThDr. Emanuel Putschögel poblíž bývalého kostela postavit kamennou stélu secesního slohu s obrázkem sv. Bartoloměje. Přibližně 200 metrů odtud vyvěrá pramen svaté Barbory krytý dřevěnou stříškou.